# Separatorkaninchen
Das Separatorkaninchen ist eine kleine, etwa 3–3,75 kg schwere Kaninchenrasse.

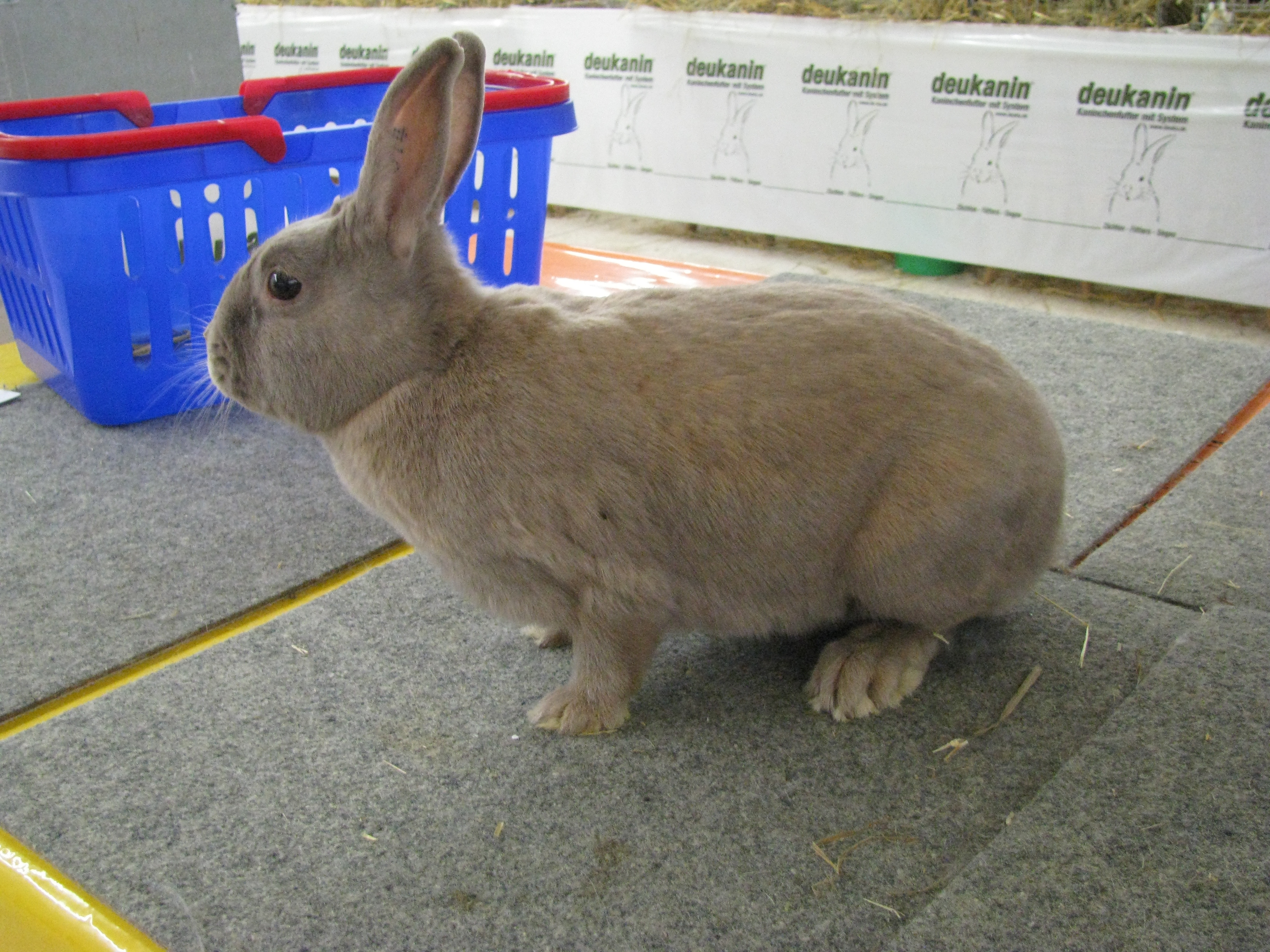
Separatorkaninchen

## Aussehen des Separatorkaninchens
Das Separatorkaninchen ist von charakteristischer sandgrauer Färbung und fahlblauem Anflug an Kopf, Ohren, Läufen und Unterseite. Das Separatorkaninchen ist, was seine Fellfarbe betrifft, die rezessivste Kaninchenrasse, d. h., sie trägt bis auf den Faktor A (international C) alle anderen Faktoren für die Fellfarbe in der rezessivsten Form. Aus diesem Grund kann man das Separatorkaninchen zu Prüfung auf Reinerbigkeit einsetzen. Auf diese Eigenschaft bezieht sich der Name der Rasse, der von lateinisch separare (auswählen) abgeleitet wird.
Die entsprechenden Erbformel lautet: Abcdg (Deutsche Symbolik) bzw. abCde (Englische Symbolik)
Es wurden mindestens drei Rassen dieser Farbe parallel in den Niederlanden, Tschechien und Deutschland gezüchtet, die sich lediglich in der Größe etwas unterscheiden. Diese Parallelentwicklung muss vor dem Hintergrund des Zweiten Weltkriegs und der anschließenden Teilung Europas gesehen werden, die den Kontakt zwischen den Züchtern in den verschiedenen Ländern sehr stark behinderte.
- Beige (Niederlande): 2,75–3,25 kg
- Tschechische Löser (Tschechien): 3,5–4,25 kg
- Separator (Deutschland): 3,0–3,75 kg:

## Geschichte der sandfarbenen Kaninchen
Die Möglichkeit, ein bezüglich seiner Fellfarben rezessives Kaninchen zu züchten, wurde erstmals durch die Arbeiten von Hans Nachtsheim 1936 beschrieben, der es nach dem Institutsstandort Berlin-Dahlem als „Dahlemer Sandfarbenes Kaninchen“ bezeichnete. Als Rasse wurde es damals nicht anerkannt. Nachdem Nachtsheim die Möglichkeit, dieses Kaninchen zu züchten, beschrieben hatte, setzten in verschiedenen Ländern parallele Bemühungen ein, eine solche Rasse zu entwickeln.

### Beige
In den Niederlanden begann F. J. Brinks 1940 damit ein sandfarbenes Kaninchen aus Gouwenaar, einer farblich dem Marburger Feh ähnelnden Rasse (Erbformel ABcdg bzw. abCdE) und einfarbigen Tieren aus isabellfarbigen Englischen Schecken (Erbformel AbCdg bzw. aBCde). Theoretisch sind bereits in der F 2 Generation sandfarbene Tiere zu erwarten, die, wenn sie in den Würfen fallen, diese Farbe aufgrund ihrer Eigenschaften dann auch rein weitervererben. Diese Rasse wurde 1949 in den Niederländischen Standard unter dem Namen „Beige“ aufgenommen.

### Tschechische Löser
In Tschechien entwickelte Jaroslaw Fingerland einen Plan zur Züchtung einer entsprechenden Rasse, der dann von Vaclav Pem aus Dolany umgesetzt wurde. Die tschechischen Züchter begannen 1955 mit der Arbeit; als Ausgangsrassen wählten sie Thüringer (Erbformel AbCDg bzw. aBCde) und Marburger Feh (Erbformel ABcdg bzw. abCdE). Nach Angaben von Fingerland erfolgte sowohl Kombinationszüchtung der F1- und F2–Generation als auch Rückkreuzung der F1 und F2 an Marburger Feh. Da Pem die Möglichkeit hatte, mit einer großen Zahl von Tieren zu arbeiten, erreichte er das sandfarbige Kaninchen bereits 1958. 1959 erfolgte in der Tschechoslowakei die Anerkennung unter dem von Fingerland vorgeschlagenen Namen Tschechische Löser (Český luštič).

### Separatorkaninchen
1959 begann der deutsche Züchter Otto Grützmann aus Dessau-Alten ebenfalls mit der Herauszüchtung einer sandfarbenen Rasse. Er arbeitete mit Kaninchen der kleinen Rassen und stellte 1964 in Dessau die ersten Separatorkaninchen vor, beantragte die Anerkennung als Rasse aber erst 1973. In diesem Jahr und auch 1974 wurden die Tiere erneut in Leipzig gezeigt, aber nicht zugelassen. Für die DDR erfolgte die Zulassung einer sandfarbenen Rasse 1980 in Form der Tschechischen Löser mit den „Bewertungsbestimmungen für Rassekaninchen in sozialistischen Ländern“. Das Separatorkaninchen wurde 1989 vom Zentralverband Deutscher Kaninchenzüchter als Rasse anerkannt.

## Ähnliche Rassen
Neben den drei bereits genannten Rassen gibt es auch Farbenzwerge im Farbschlag separatorfarbig.
Der Thüringer zeigt bei viel dunklerer Deckfarbe ähnliche Abzeichen wie die sandfarbenen Rassen.